# Gouvernement Sandomierz
Het Gouvernement Sandomierz (Russisch: Сандомирская губерния, Pools: Gubernia sandomierska) was een gouvernement (goebernija) van Congres-Polen. De hoofdstad was Radom.

## Geschiedenis
Het gouvernement Sandomierz werd in 1837 opgericht uit het Woiwodschap Sandomierz. Het gouvernement had dezelfde grenzen en dezelfde hoofdstad als het woiwodschap. Bij de hervormingen in 1844 werd het gouvernement Sandomierz werd samengevoegd met het gouvernement Kielce in een nieuw gouvernement Radom.